# Miguel Angel Santiso
Ne doit pas être confondu avec Kuman.
Miguel Angel Santiso Mosquera dit Kuman, né le 14 septembre 1991 à La Corogne, est un footballeur international espagnol de beach soccer.

## Biographie
Kuman joue aussi bien au football qu'au futsal et au beach soccer, et ce dans plusieurs clubs,.
Kuman évolue dans les équipes juniors de football à Ural, Orillamar, Calasanz et Racing de Ferrol avant d'intégrer l'équipe de Betanzos. Il participe ensuite au tournoi de beach soccer de Riazor puis s'entraîne à La Corogne avec des membres de l'équipe d'Espagne. À seize ans, en 2008, il est convoqué pour la première fois en équipe nationale.
En 2012, pour la seconde édition de la Coupe du monde des clubs de beach soccer, Kuman intègre l'équipe brésilienne de Santos,.
En 2013, Kuman évolue dans le Championnat d'Israël de beach soccer avec le Macabbi Netanya. Avec son compatriote Fran Mejias, il est élu meilleur jouer de la finale, perdue 5-3 face au Falfala Kfar Qassem BS Club.
En juillet 2014, Kuman rejoint l'équipe de Melistar, et ses internationaux espagnols José Cintas et Sidi Omar, pour participer à la Liga Nacional de Fútbol Playa.

## Palmarès
- Jeux européens
  - Médaillé de bronze en 2023

## Statistiques
Kuman participe aux Coupes du monde 2008, 2009 et 2013 avec l'Espagne. Il prend part quatorze rencontres et inscrit deux buts.